# 自治省総務審議官
自治省大臣官房総務審議官（じちしょうだいじんかんぼうそうむしんぎかん）は自治省に置かれていた局長級の職である。

## 概要
省内の重要事項についての企画・立案及び総合調整に関する事務を総括していた。消費税導入後、自治省は「政治改革」と「ふるさと創生」を2大政策と位置付け、総務審議官のポストを事実上、「ふるさと創生」の専従としていた。
自治省組織令（1987年10月1日）
```
第3条 大臣官房に、総務審議官1人を置く。
2 総務審議官は、命を受けて、所管行政に属する重要な事項についての調査、企画、立案及び総合調整に関する事務を総括整理する。
```

## 総務審議官
| 氏名     | 就任年月日     | 後職                     |
| -------- | -------------- | ------------------------ |
| 小林実   | 1987年10月1日  | 大臣官房長               |
| 芦尾長司 | 1989年6月30日  | 国土庁地方振興局長       |
| 紀内隆宏 | 1990年7月2日   | 行政局長                 |
| 滝実     | 1991年10月15日 | 税務局長                 |
| 遠藤安彦 | 1993年1月8日   | 大臣官房長               |
| 谷口恒夫 | 1993年7月1日   | 死去                     |
| 松本英昭 | 1993年10月15日 | 国土庁地方振興局長       |
| 二橋正弘 | 1994年7月12日  | 大臣官房長               |
| 湊和夫   | 1995年7月10日  | 税務局長                 |
| 嶋津昭   | 1996年9月7日   | 大臣官房長               |
| 香山充弘 | 1998年1月6日   | 大臣官房長               |
| 森元恒雄 | 1999年8月14日  | 退官                     |
| 林省吾   | 2000年5月9日   | 総務省大臣官房総括審議官 |